# Пандермалис, Димитриос

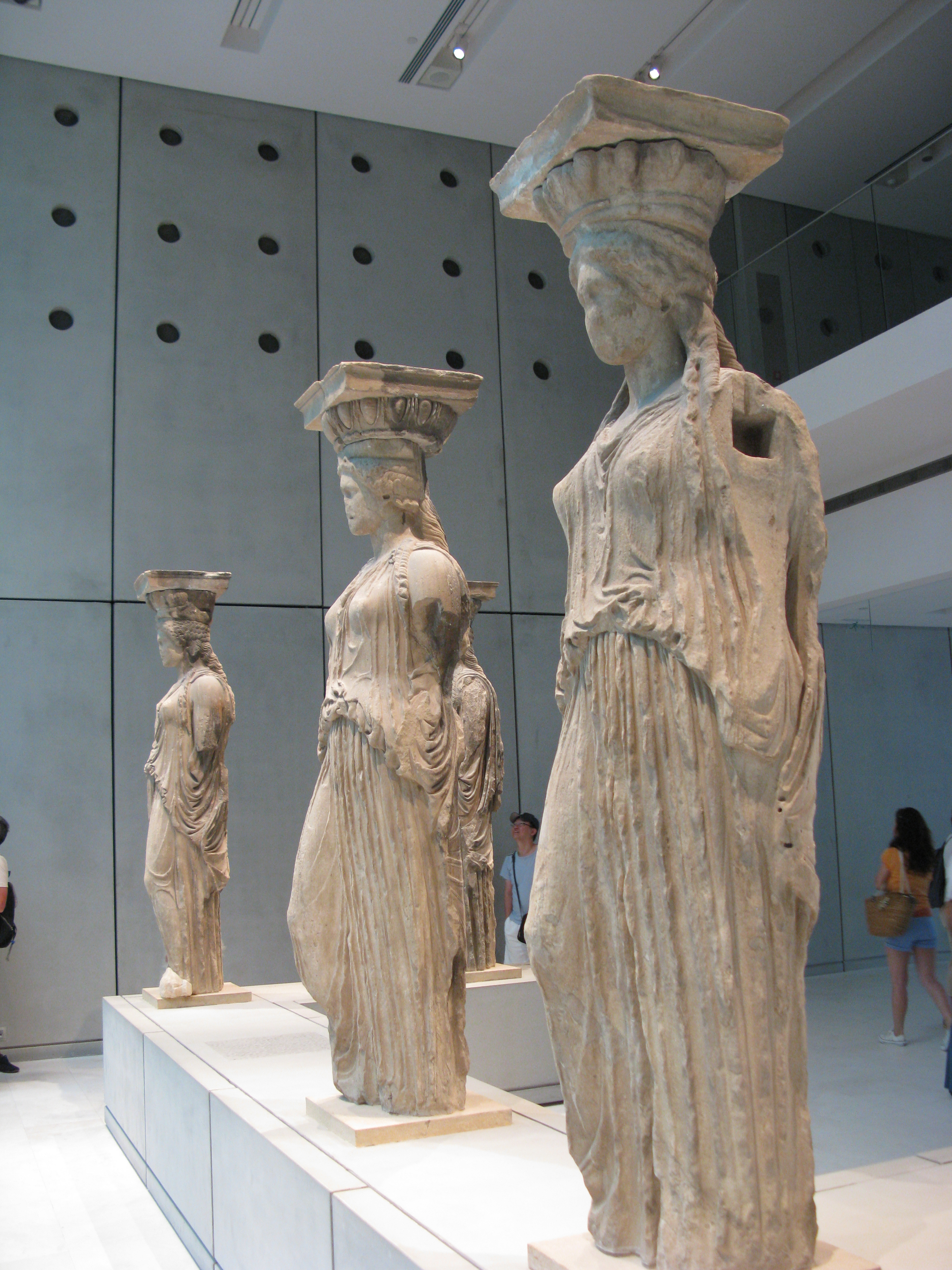
Кариатиды в Новом музее Акрополя.

Димитриос Пандермалис (греч. Δημήτριος Παντερμαλής; 1940, Салоники — 14 сентября 2022, Афины) — известный греческий археолог, профессор Университета Аристотеля в Салониках. Более всего известен как руководитель раскопок в древнем Дионе в Центральной Македонии и как директор Организации по созданию Музея Акрополя, а затем директор самого Музея.

## Биография
Пандермалис родился в 1940 году в административном центре Македонии, городе Салоники. Образование получил на факультете Истории и Археологии Университета Аристотеля в Салониках (профессора Г. Бакалакис и Манолис Андроникос), а затем в Институте философии на факультете немецкого языка и филологии. Продолжил учёбу во Фрайбургском университете в Германии, где получил степень доктора в 1968 году.
Димитриос Пандермалис являлся президентом Международного фонда «Александр Великий», членом Афинского археологического общества и Германского археологического общества в Берлине.
Скончался 14 сентября 2022 года.

## Археологическая работа

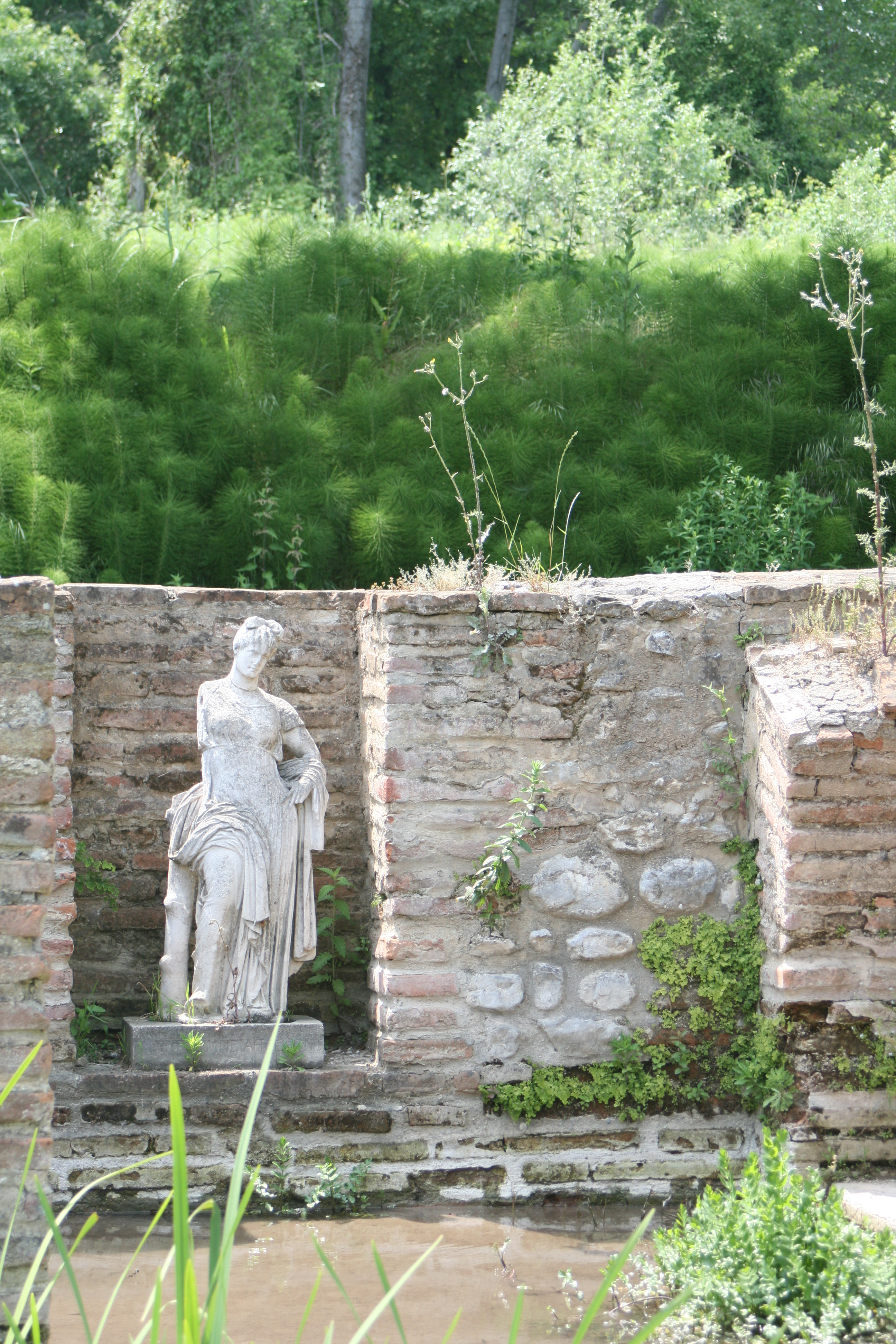
Статуя на археологической площадке Диона

С начала 70-х годов Пандермалис был ответственным Университета Аристотеля в Салониках за раскопки в древнем Дионе, религиозном центре древних македонян, на северных, македонских, склонах священной для всех древних греков горы Олимп, (Пиерия). Под руководством Пандермалиса были раскопаны большие участки древнего города и святилищ вне стен города, что сделало Дион одним из самых значительных археологических мест Греции, со множеством находок, которые выставлены в местном музее. Значительными экспонатами являются скульптуры, которые украшают сегодня Археологический музей Диона и в особенности гидравлис (греч. ηύδραυλις), древний водный орган — редчайшая археологическая находка. Раскопки в Дионе продолжаются сегодня его учениками.
Дион, вместе с древней столицей македонян Эги (Вергина), последующей столицей Македонии, городом Пелла, и сегодняшней столицей, городом Салоники, составляют историческое и туристическое Кольцо Македонии.
Как пишет известный греческий археолог Манолис Андроникос в своём труде «Греческое сокровище»:
Находки Пеллы раннее и находки Вергины, Диона и Синда сегодня, однозначно коренным образом изменили не только наши знания, но и позицию по отношению к македонянам и Македонии, которая по существу являлась неизвестной, почти таинственной страницей древней греческой истории.
.
Пандермалис с юмором относится к идеологеме возникшей в соседней славяноязычной стране после Второй мировой войны, кроме всего прочего находящейся в большей своей части вне территориального ядра древней Македонии (см. Пеония), но пытающейся узурпировать греческую историю. Пандермалис считал, что возникший вопрос поддерживает финансирование раскопок греческим правительством, поскольку археология является союзником Греции:
Что касается Истории, я думаю, что вопрос со Скопье выходит за пределы смешного, это вопрос невероятно низкого уровня и недостойный любого обсуждения..... Лично я предпочитаю делать свою работу, и я рад за археологические открытия, которые появляются каждый год в Македонии. Видите ли, есть что-то положительное возникшее из-за этой проблемы
.

## Политическая деятельность
На выборах 1996 года Пандермалис был избран депутатом парламента по всенациональному бюллетеню от партии Всегреческое социалистическое движение.

## Работы
- Портреты стратегов классической эпохи (греч. Τα πορτρέτα των στρατηγών της κλασικής εποχής, 1978) — докторская диссертация
- Черепичный кров дворца Вергины (греч. Η κεράμωση του ανακτόρου της Βεργίνας, 1985)
- Македонские гробницы Пиерии (греч. Οι μακεδονικοί τάφοι της Πιερίας, 1985)
- Дион: Открытие (греч. Δίον: Η ανακάλυψη, 2000).